# Həsən Seyidov
Həsən Ne(y)mət oğlu Seyidov (ur. 16 sierpnia 1932 we wsi Kaczaghan w Gruzińskiej SRR, zm. 8 grudnia 2004) – radziecki i azerski polityk, przewodniczący Rady Ministrów Azerbejdżańskiej SRR w latach 1981-1989.
1951-1956 studiował w Azerbejdżańskim Instytucie Politechnicznym, potem pracował w fabryce maszyn, od 1956 w KPZR, od 1957 starszy inżynier-technolog i kierownik zmiany, od 1963 zastępca głównego inżyniera, od 1965 dyrektor fabryki, od 1971 kierownik Wydziału Przemysłowo-Transportowego KC Komunistycznej Partii Azerbejdżanu i sekretarz KC. Od 22 stycznia 1981 do 27 stycznia 1989 przewodniczący Rady Ministrów Azerbejdżańskiej SRR. 1981-1989 kandydat na członka KC KPZR. Deputowany do Rady Najwyższej ZSRR 10 i 11 kadencji. Odznaczony Orderem Lenina i trzema Orderami Czerwonego Sztandaru Pracy.